# Uebelmannia
Uebelmánnia  (лат.) — род кактусовых, входящий в подсемейство Cactoideae.

## Ботаническое описание
Небольшие одиночные растения с обычно неветвистыми шаровидными или цилиндрическими стеблями до 75 см длиной. Поверхность стеблей гладкая, бородавчатая или покрытая зернистым налётом. Рёбра острые, многочисленные. Ареолы обычно с хорошо развитыми колючками в количестве от двух до семи.
Цветки располагаются на верхушке стеблей, воронковидной формы, жёлтого цвета, обычно не превышают 2,5 см в диаметре.
Плоды шаровидной или цилиндрической формы, красного или жёлтого цвета, гладкие, лишь на верхушке слабо опушённые.

## Распространение
В дикой природе виды этого рода произрастают исключительно в Бразилии.

## Таксономия
Род Uebelmannia был описан в 1967 году. Название было дано роду в честь швейцарского ботаника Вернера Ибельмана. Типовой вид рода — Uebelmannia gummifera — первоначально был помещён в род Parodia.

### Список видов
- Uebelmannia buiningii Donald, 1968
- Uebelmannia gummifera (Backeb. & Voll) Buining, 1967
- Uebelmannia pectinifera Buining, 1967